# Moriers
Moriers é uma comuna francesa na região administrativa do Centro, no departamento Eure-et-Loir. Estende-se por uma área de 8,86 km². Em 2010 a comuna tinha 228 habitantes (densidade: 25,7 hab./km²).